# Epimetasia rufoarenalis
Epimetasia rufoarenalis is een vlinder uit de familie van de grasmotten (Crambidae), uit de onderfamilie van de Odontiinae. De wetenschappelijke naam van deze soort is voor het eerst voorgesteld als Calamochrous rufoarenalis door Lionel Walter Rothschild in een publicatie uit 1913.
De soort komt voor in Algerije en de Verenigde Arabische Emiraten.